# Zheng Zhengqiu
Zheng Zhengqiu (nacido Zheng Fangze; Shanghái, 25 de enero de 1889 - 16 de julio de 1935) fue uno de los primeros directores y guionistas de cine chinos. 

## Biografía
Cuando la Asia Film Company fue fundada en 1913, Zhengqiu ya era uno de los críticos teatrales más influyentes junto a Zhang Shichuan. 
Ese mismo año escribió para Zhang Una pareja difícil (Nanfu Nanqi, 1913), el primer cortometraje original chino, que trataba sobre los matrimonios de conveniencia. En 1922 fundó junto a Zhang Shichuan y Zhou Jianyun la compañía cinematográfica Mingxing, convirtiéndose en su director asistente. Su tarea principal para la compañía, sin embargo, sería la de guionista y director. Una de las primeras producciones del estudio con la participación de Zheng sería Romance de un vendedor de fruta (Zhi guo yuan, 1922), que es hasta la fecha la película china más antigua conservada.  
Su obra más exitosa fue Hermanas gemelas (Zǐ mèi hūa, 1934) en la que la actriz Hu Die hace un doble papel. El contraste entre las personalidades de ambas hermanas sirve a Zheng evidenciar la moraleja de la obra: la hermana casada con el rico militar es malvada y cruel, mientras que la otra, que debe trabajar duro para mantener a su familia es buena.
Cuando falleció, de una enfermedad crónica en 1935, tanto sus amigos íntimos como representantes del Kuomintang acudieron al funeral.

## Filmografía
- Sister Flowers (1934)
- Twin Sisters II (1934)
- chun shui qing bo (1933)
- re xie zhong hun (1933)
- The Heroine in Black (1928)
- White-Cloud Pagada (1928)
- The Lady's Lover (1928)
- Imperial Concubine Yang of Beijing (1927)
- The Tablet of Blood and Tears (1927)
- Die for Marriage (1913)